# Povijest Pule
Povijest Pule započinje prije otprilike 3000 godina kada je na brežuljku na kojem se danas nalazi Kaštel nastalo prvo gradinsko naselje, utvrda Histra. Od tada pa sve do danas Pulom su se izmijenjivali mnogobrojni vladari. Kroz većinu svoje povijesti Pula je proživljavala brojne vrhunce i padove koji su potrajali sve do polovice 20. stoljeća kada je započet neprekinut kontinuirani razvoj.

## Legenda o postanku
Pula je jedan od brojnih klasičnih gradova Sredozemlja čiji su počeci obavijeni tajnovitim mitskim predodžbama grčkog doba. Ostaci prapovijesnog gradinskog naselja smještenog na području središnjeg gradskog brežuljka iznad dubokog pulskog zaljeva, uočavaju se na mnogim mjestima i danas u obliku polukružnog obrambenog bedema, sazidanog od velikih lomljenih poligonalnih kamenih blokova.
O žiteljima tog prvog znanog ilirskog naselja na području grada, svjedoči i nalaz prostrane žarne nekropole s istočne strane gradinskog obruča. Vremenski raspon ukapanja ilirskih stanovnika datira od 11. do 5. st. pr. n. e. i govori o višestoljetnom kontinuitetu života pulskog gradinskog naselja. Keramičke žare ukrašene geometrijskom dekoracijom i bijelom inkrustacijom domaće su proizvodnje i ukazuju na autohtone histarske običaje. Naselje je bilo skromnih društveno-gospodarskih mogućnosti, a ne postoje dokazi o trgovačkim i kulturnim utjecajima grčkih kolonija sa susjednog italskog poluotoka.
Međutim, pisane vijesti aleksandrijskih helenističkih pjesnika Kalimaha, Likofrona i Apolonija Rodjanina iz 4. i 3. st. pr. n. e. govore o postojanju u pulskom zaljevu "grada izgnanika" - Polai, a temelje se na mitološkoj priči o Jasonu i Medeji, starijeg podrijetla.
Na ilirskoj rijeci smiriše vesla
pored grobnog kamena plavokose Harmonije - Zmije,
grad utemeljiše: Grk bi mu neki rekao
- "Grad Bjegunaca",
no njihov ga jezik imenova Pulom.
Ovi stihovi nesumnjivo su odraz prvih putovanja grčkih trgovaca, moreplovaca i putopisaca uz istočne obale Jadrana i mogu se odnositi i na neko drugo naselje južne Iliride. Ipak, ovaj kontroverzni pjesnički izraz dalekih vremena prošlosti, mitski je odbljesak prvih materijalnih i duhovnih kontakata Ilira s grčkim kolonijama na Jadranu.
Iako su prapočeci grada Pule predočeni kroz brojna mitološka objašnjenja, neki povijesni izvori izričito spominju 1220. pr. Kr. kao godinu osnutka grada Pule.

## Ilirsko doba
U ilirsko doba, Pula je sve do dolaska rimskih legija, bila tek okolica obližnjeg Nezakcija, dominantnog političkog, upravnog, vojnog i vjerskog središta. Intenzivnom kolonizacijom, trgovačkim vezama, te važnosti vojnog položaja, Pula preuzima vodeću funkciju. Usporedo s time razvijaju se i brojne gospodarske grane: kamenoklesarstvo za brojne građevine u Puli i okolici, ratarstvo, vinogradarstvo, maslinarstvo, ribarstvo, te lončarstvo za prijevoz ulja, vina, pšenice, ribe.

## Rimsko doba
Najstariji naziv rimske kolonije Pule spominje Plinije Stariji u djelu "Naturalis Historiae": In colonia Pola, quae nunc Pietas Iulia. Formiranje kolonije Pole datira se u Cezarovo razdoblje. Kao "kolonija cezarijana" grad je utemeljen između 46. i 45. pr. Kr. s ciljem da bude jedno od brojnih uporišta rimskog osvajanja na području Jadrana od Trsta do Grčke. Zadatak osnivanja bio je povjeren Cezarovim srodnicima i prijateljima: svekru i imenovanom duumviru Luciju Kalpurniju Pisonu Cezoniju (L. Calpurnius Piso Caesonius) i legatu Luciju Kasiju Longinu (L. Cassius Longinus), bratu kasnijeg Cezarovog ubojice.
Ploča s imenima dvojice duumvira i utemeljitelj kolonije Pietas Iuliae ugrađena je u Herkulova vrata, najstarija gradska vrata kolonije Pole, koja su podignuta na starijem prapovijesnom gradinskom ulazu.
Nakon građanskog rata 42. pr. Kr. između triumvira Oktavijana, Antonija i Lepida s jedne strane i Cezarovih ubojica Bruta i Kasija s druge, Pula je kao vjerni pristaša ubojica Cezara bila razorena i opustošena nakon Oktavijanove pobjede kod Akcija 31. pr. Kr. Međutim, važno geostrateško i političko uporište Oktavijan - August uskoro obnavlja, a kao simbol pobjede kod Akcija podiže se u Puli između 29. i 27. pr. Kr. jedan od najljepših slavoluka Augustovog doba, slavoluk obitelji Sergijevaca, remek djelo rimskog graditeljstva.
Koncipirajući grad u skladu s rimskim urbanističkim prostornim korištenjem i proširujući gradski areal na podnožju gradskog brežuljka, August pretvara Pulu u carski grad s bitnim elementima svog velebnog vladanja i provodeći osnovu politike geslom "pax Iulia". Upravo u to doba izgrađeni su u Puli najmonumentalniji i najljepši primjerci rimskog nasljeđa: veliki amfiteatar, veliko rimsko kazalište extra murros, malo kazalište unutar grada. Planiran je i izgrađen forum, propileje prema staroj centralnoj akropoli, podižu se zgrade carskog kulta i Augustov hram i sredinom 1. st. n. e. istočni tzv. Dijanin hram na jugozapadnom dijelu foruma. U to vrijeme grade se vodospreme, akvadukti, druge javne i zgrade, prometnice s kanalizacijom, proširuju se i ukrašavaju gradske zidine, podiže se više monumentalnih gradskih vrata.
Novooblikovana urbanistička koncepcija Pule u prvim stoljećima naše ere bila je zaokružena, prilagođavajući se u staroj gradinskoj jezgri prapovijesnoj tlocrtnoj shemi naselja. U razdoblju razvijenog carstva, Pula ima naziv "Colonia Iulia Pola Pollentia Herculanea" što se čita na gradskom dekretu iz 2. st. n. e.
O društvenom i ekonomskom položaju Pule u Rimskom carstvu govore mnogi sačuvani predmeti primijenjene umjetnosti i umjetničkog obrta, otkriveni u arheološkim iskopinama grada i prostranim rimskim nekropolama. Politički status i socijalnu strukturu carskog grada objašnjavaju nadgrobni i votivni natpisi, pisani spomenici koji su izvor mnogih saznanja o značaju rimske Pule.
Antička je Pula bila opskrbljena svim bitnim tekovinama rimske civilizacije, imala je vodovodni i kanalizacijski sustav, forum, koji je upravno, trgovačko i vjersko središte, kapitolij s hramovima (na forumu), dva kazališta, veliko gradsko groblje (koje spominje i Dante u "Božanskoj komediji"), kuće bogato opremljene mozaicima i mramorom.
Grad je bio opasan zidinama s desetak vrata. One su uglavnom srušene početkom 19. st., a sačuvani su neki ulazi. Slavoluk Sergijevaca nalazi se na kraju ulice (Via Sergia) kojom se s Foruma kreće prema istoku. Bio je prislonjen na gradska vrata (Porta Aurea), pa je bogati klesarski ukras dobio samo njegov zapadni, vidljivi dio. Podigla ga je, o svom trošku, Salvia Postuma Sergi u počast trojici svojih rođaka koji su potkraj 1. st. prije Krista obavljali visoke činovničke dužnosti u Puli. Prema natpisu na slavoluku, sagrađen je između 29. i 27. god. prije Krista. Taj impresivni spomenik antičke kulture stoljećima je motiv mnogim vrhunskim, osobito talijanskim umjetnicima, kao na primjer, Michelangelu. Prema sjeveru nalaze se još dvoja sačuvana antička gradska vrata: Herkulova i Dvojna vrata.
Izvan gradskih zidina nalazile su se nekropole, s kojih se mnogi ulomci čuvaju u Arheološkom muzeju, a nedaleko od Dvojnih vrata pronađeni su tragovi grobne građevine, osmerokutnog mauzoleja sagrađenog u I-II. st. poslije Krista.
Forum, središnji trg antičke i srednjovjekovne Pule, nekoć je bio obrubljen arkadama s kipovima i reljefima, a na sjevernoj su strani bili hramovi. Do danas je potpuno sačuvan Augustov hram, sagrađen između 2. pr. Kr. i 14. godine.
Na istočnom obronku brežuljka Kaštela unutar gradskih zidina sačuvani su ostaci temelja scenske zgrade i dijelovi gledališta malog rimskog kazališta (od arhitekture velikog, smještenog izvan zidina, nije sačuvano ništa bitno, a u Arheološkom muzeju čuva se ulomak njegove reljefne oplate). Blizu kazališta nalazi se zgrada Arheološkog muzeja Istre, u kojoj se uz spomenike iz prethistorije i ranoga srednjeg vjeka čuvaju brojni spomenici antike nađeni na području Pule i Istre.

## Pula do 5. stoljeća
Sve do 5. stoljeća Pula je zbog svoje geografske izdvojenosti izbjegavala selidbene struje i pljačkaško-osvajačke prodore barbara, kada se našla pod vlašću Zapadnih pa Istočnih Gota. Pod Istočnim Rimskim Carstvom Pula se gradi i proširuje te dobiva i svoju vojnu funkciju u sukobima bizantske vojske i Gota.

## U feudalizmu
Od druge polovice VI stoljeća Slaveni započinju prodor na istarski poluotok, te se u velikim ratnim okršajima smanjuje broj stanovnika i zamire gospodarstvo. Novi gospodari Istre, Franci, bili su nositelji modernih feudalnih odnosa koji su omogućili naseljavanje slavenskih, hrvatskih seljaka, ali su i izazvali otpor istarskih gradova. Razvojem feudalizma i stvaranjem gradova-država na istarskom se prostoru javlja Venecija. Tako je Pula 1150. g. prisegla na vjernost Veneciji i prihvatila podaničke obveze - plaćanje tributa, gradnju i opremanje galija, sudjelovanje u ratu, itd.

## Do današnjeg dana
Time se Pula vezala za mletačke gospodarsko-političke ciljeve, što su je odredili u sljedećih nekoliko stoljeća. Tijekom 14., 15. i 16. stoljeća Pulu su napadali i osvajali Đenovežani, hrvatsko-ugarska vojska, habsburška vojska. To je dovelo i do odumiranja brojnih malih srednjovjekovnih naselja i sela. 
Pored ratnih osvajanja, pulsko i istarsko stanovništvo desetkovano je velikim epidemijama kuge, malarije, tifusa, velikih boginja. Propadanje monumentalnih građevina, uništeno gospodarstvo i desetkovano stanovništvo doveli su Pulu na veoma nepovoljan glas. No zahvaljujući svom geografskom položaju i važnosti luke u trgovačkom prometu, Pula nije smjela nestati. Grad su spasila organizirana naseljavanja hrvatskog i južnoslavenskog stanovništva. 
Nakon revolucionarne 1848. godine austro-ugarsko carstvo uočilo je važnost pulske luke, te u tom periodu započinje intenzivna izgradnja velike ratne luke i brodogradilišta. Usporedno s time započinje naseljavanje Pule te se, u roku od oko 50 godina, broj stanovnika s 1.126 popeo na 40.000 ljudi. 
Pula je stoga i dalje bila opisivana kao selo odrezano od ostalog svijeta, no kasnije su uložena znatna sredstva u komunalne, sanitarne i sanacijske pothvate. Uloženi novac konačno je Pulu približio gradskim karakteristikama. Izgradnjom željeznice Pula postepeno preuzima funkcije tršćanske i riječke luke za Dalmaciju, te paralelno razvija dvije funkcije - ratnu i trgovačku. Pod patronatom Beča službeni je jezik Puljana njemački, ali talijanski jezik i dalje ostaje svakodnevno uporabni u brojnim slojevima društva, dok se hrvatski jezik vrlo brzo izbacuje iz upotrebe. Takva se situacija zatekla u Puli tijekom 2. svjetskog rata za vrijeme fašističke vladavine kada je Pula kao antifašistički grad organizirala svoju bitku za budućnost, te pretrpjela razaranja, ali i represalije nad povijesno poraženom stranom. Svršetkom rata i oslobođenjem od njemačke okupacije, Pula potpada pod angloameričku upravu 1947. godine. 
Pula se konačno okreće prema svom prirodnom zaleđu - Hrvatskoj (u skladu sa zaključcima iz 1943. o pripadnosti Istre Hrvatskoj), a time i Jugoslaviji. Postojanje Pule pod Jugoslavijom donijelo je do još jednog egzodusa nezadovoljnog domicilnog talijanskog stanovništva. Time je započelo jedno novo razdoblje pulske povijesti koje je trajalo sve do osamostaljenja hrvatske države.

## Poveznice
- Pulske gradske zidine
- Pulske nekropole